# 帕尼拉布朗什科特
帕尼拉布朗什科特（法語：Pagny-la-Blanche-Côte，法語發音：[paɲi la blɑ̃ʃ kot]）是法国默兹省的一个市镇，位于该省东南部，属于科梅尔西区。

## 地理
帕尼拉布朗什科特（48°32'27"N, 5°43'16"E）面积12.43 平方千米，位于法国大東部大區默兹省，该省份为法国西北部内陆省份，北与比利时接壤，西接马恩省和阿登省，南至上马恩省和孚日省，东临默尔特-摩泽尔省。
与帕尼拉布朗什科特接壤的市镇（或旧市镇、城区）包括：索叙尔莱瓦讷、于吕夫、瓦讷勒沙泰勒、尚普尼、蒙布拉、索维尼。

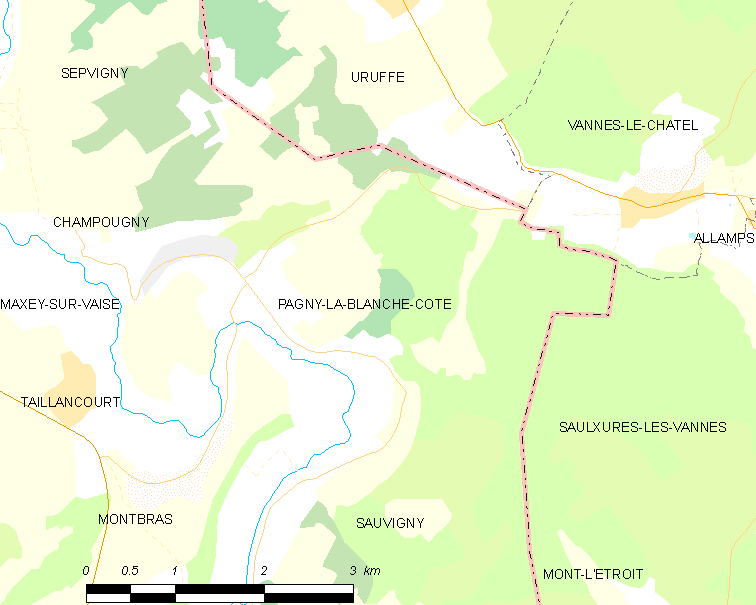
帕尼拉布朗什科特的OSM定位图

帕尼拉布朗什科特的时区为UTC+01:00、UTC+02:00（夏令时）。

## 行政
帕尼拉布朗什科特的邮政编码为55140，INSEE市镇编码为55397。

## 政治
帕尼拉布朗什科特所属的省级选区为沃库勒尔县。

## 人口

1962-2008年间帕尼拉布朗什科特人口变化图示

帕尼拉布朗什科特于2022年1月1日时的人口数量为226人。